# Paul Kaba Thiéba
Paul Kaba Thiéba, né le 28 juillet 1960 à Bobo Dioulasso, Burkina Faso, est un économiste et homme d'État burkinabè, Premier ministre du 6 janvier 2016 au 21 janvier 2019.

## Biographie

### Formation
Né en 1960, il fait une partie de ses études au collège Saint-Jean-Baptiste-de-La-Salle à Ouagadougou, un établissement fréquenté par les enfants de l’élite burkinabè, où il fait connaissance de Roch Marc Christian Kaboré, de trois ans son aîné. Après une maîtrise en gestion des entreprises à l’université de Ouagadougou, il prolonge cette scolarité par des études supérieures en France, à Grenoble, puis à Paris. Il obtient un doctorat de 3e cycle en sciences économiques à l'université Grenoble-II en 1987 et un diplôme d’études supérieures spécialisées (DESS) en banque et finances à l’université Paris-Descartes en 1988. 

### Carrière

#### Finances publiques
Paul Kaba Thiéba commence ensuite son parcours professionnel dans la finance à la Caisse des dépôts et consignations, toujours en France, avant de venir à Dakar, en 1993, pour travailler à la Banque centrale des États de l'Afrique de l'Ouest (BCEAO), dont son père a été l'un des dirigeants. En septembre 1998, il est nommé chef du service des changes à la BCEAO. Entre juillet 2000 et décembre 2006, il est directeur adjoint des opérations financières. En janvier 2007, il obtient le poste de directeur des opérations financières qu'il occupe jusqu'en décembre 2008. Entre janvier 2009 et décembre 2011, il est conseiller du directeur du département des affaires générales puis à partir de janvier 2012, conseiller du directeur général des opérations.

#### Politique
Entre février 2014 et sa nomination comme chef du gouvernement, Paul Kaba Thiéba rentre au Burkina Faso, à 54 ans, et y devient administrateur délégué du fonds de stabilité financière de l'Union monétaire ouest-africaine. Fin novembre 2015, un an après le soulèvement populaire qui provoque le départ de Blaise Compaoré, le Mouvement du peuple pour le progrès (MPP) du président Roch Marc Christian Kaboré remporte les élections générales. Il est nommé Premier ministre le 6 janvier 2016 et met en place son équipe gouvernementale,. Paul Kaba Thiéba est alors un inconnu du grand public, sa nomination se base sur son profil d'économiste, afin de lutter contre les problèmes économiques et sociaux du Burkina Faso.
La question sécuritaire rapidement s'impose au nouveau gouvernement, avec un attentat à Ouagadougou mené par Al-Qaïda au Maghreb islamique, qui provoque 30 morts et 150 blessés, un peu plus d'une semaine après la nomination du nouveau gouvernement. Le terrorisme reste alors un problème récurrent tout au long des mandats de Premier ministre de Thiéba, avec un autre attentat de Ouagadougou le 15 août 2017, et des prises d'otages régulières commises par des djihadistes que les forces de sécurité burkinabés ne parviennent pas à enrayer. La dernière sous le mandat de Thiéba a lieu trois jours avant sa démission, le 16 janvier 2019, avec l'assassinat d'un ressortissant canadien et l'enlèvement de six autres. De plus, les tensions ethniques et représailles aux attaques djihadistes entraînent des violences supplémentaires, comme lors du Massacre de Yirgou, où le meurtre de six civils mossis par des djihadistes peuls, le 1er janvier 2019, entraîne des représailles de la part de miliciens mossis qui massacrent 43 civils peuls le 2 janvier. 
Le 20 février 2017, le gouvernement est remanié. Le nouveau gouvernement est confronté à une atmosphère de fronde sociale et plusieurs mouvements sociaux. Cela provient du chômage massif, notamment au sein de la jeunesse qui représente trois-quarts de la population du Burkina Faso, et du mécontentement au sein des services publics.
Le 19 janvier 2019, Paul Kaba Thiéba annonce sa démission et celle de son gouvernement, sans en expliquer les raisons. Le président Kaboré l'accepte, tout en exprimant « toute sa reconnaissance au Premier ministre et à l'ensemble de ses ministres pour leur engagement au service de la nation ». Si aucune explication n'est donnée, sa démission survient une semaine après le limogeage du chef d'état-major général des armées, alors que l'opposition réclame depuis plusieurs mois la démission de plusieurs ministres. De plus, le président Kaboré voudrait donner « un second souffle » au gouvernement afin de pouvoir faire face aux mouvements sociaux dans les services publics.